# Tarwenysius
De tarwenysius (Nysius huttoni) is een wants uit de onderfamilie Orsillinae en uit de familie bodemwantsen (Lygaeidae).

## Uiterlijk
Het is een grijsbruine wants, die ongeveer 3– 4 mm lang is. Over de kop lopen twee zwarte strepen. De soorten uit het geslacht Nysius zijn heel moeilijk uit elkaar te houden. De tarwenysius lijkt het meest op de heidenysius (Nysius ericae) en tijmnysius (Nysius thymi). Bij beide ontbreekt de herkenbare donkere ring aan de basis van het tweede segment van de antenne. Maar de tarwenysius verschilt door de opvallend lange beharing op het halsschild (pronotum) schildje (scutellum) en voorvleugels. De tarwenysius kan zowel kortvleugelig (brachypteer) als langgevleugelig (macropteer) zijn i.p.v. altijd langvleugelig.

## Verspreiding en habitat
De tarwenysius is een exoot met een zeer recente aankomst in Groot-Brittannië, Nederland en België (2004). Maar hij is eigenlijk afkomstig uit Nieuw-Zeeland, waar hij bekendstaat als de 'Wheat Bug (tarwewants)' omdat hij in hete zomers schadelijk kan zijn voor dit gewas. In België en Nederland is hij vermoedelijk ingevoerd via de havens van Antwerpen. Tot nu toe heeft hij zich steeds verder verspreid en komt hij nu in Nederland in grote delen van zuidwest Nederland voor. Ook in België zijn er al landinwaarts waarnemingen bekend.
In Nieuw-Zeeland komt de Nysius huttoni vooral voor onder warme, droge omstandigheden, waar direct zonlicht de grond bereikt (Gurr 1957), zoals braakliggend terrein met spaarzame vegetatie op een ondergrond van zand en grind (Eyles 1965). In Nederland is de soort op vergelijkbare plaatsen gevonden. Hier lijkt de aanwezigheid van 'topkapselmossen een goede indicator te zijn voor aanwezigheid van Nysius huttoni. Dit staat vermeld in een groot onderzoek, dat in 2006 is uitgevoerd in opdracht van de Plantenziektenkundige Dienst door EIS-Nederland (John T. Smit, Menno Reemer & Berend Aukema)

## Leefwijze
Zowel nimfen als imago’s voeden zich met plantensappen van vele verschillende soorten planten. In Nieuw-Zeeland staat de tarwenysius vooral bekend als veroorzaker van schade aan o.a. tarwe. De wantsen voeden zich met de sappen uit tarwezaden, waarbij ze een enzym afscheiden dat in de plant aanwezig blijft. Bij verwerking van de tarwe tot deeg breekt het enzym het gluten af, waardoor het deeg slap en plakkerig wordt en het brood slecht van kwaliteit (Every & Stufkens 1999). Nysius huttoni veroorzaakt vooral schade in een periode van grote droogte waardoor de kruiden waar ze normaal op zitten verdrogen (Gurr 1957). In Engeland, België en Nederland is er tot nu toe geen schade bekend. De imago overwintert en hoogstwaarschijnlijk zijn er twee generaties.